# Jeziora Wdzydzkie
Jeziora Wdzydzkie este o arie protejată (sit de importanță comunitară — SCI) din Polonia întinsă pe o suprafață de 13.583,75 ha, integral pe uscat.

## Localizare
Centrul sitului Jeziora Wdzydzkie este situat la coordonatele 54°01′11″N 17°54′41″E / 54.0197°N 17.9113°E.

## Înființare
Situl Jeziora Wdzydzkie a fost declarat sit de importanță comunitară în august 2007 pentru a proteja 4 specii de plante și 7 specii de animale.

## Biodiversitate
Situată în ecoregiunea continentală, aria protejată conține 17 habitate naturale: Vegetație psamofilă uscată cu pășuni deschise de Corynephorus și Agrostis, Ape oligotrofe din câmpii nisipoase, cu un conținut foarte redus de minerale (Littorelletalia uniflorae), Ape puternic oligomezotrofe cu vegetație bentonică cu Chara spp., Lacuri eutrofice naturale cu vegetație de tip Magnopotamion sau Hydrocharition, Lacuri și iazuri distrofice naturale, Pajiști uscate europene, Fânețe de joasă altitudine (Alopecurus pratensis, Sanguisorba officinalis), Turbării active, Mlaștini turboase de tranziție și turbării mișcătoare, Depresiuni pe substraturi de turbă de Rhynchosporion, Mlaștini calcaroase cu Cladium mariscus și specii de Caricion davallianae, Mlaștini alcaline, Păduri de fag Luzulo-Fagetum, Păduri de stejar sau de stejar și carpen sub-atlantice și medio-europene de Carpinion betuli, Mlaștini împădurite, Păduri aluvionare cu Alnus glutinosa și Fraxinus excelsior (Alno-Padion, Alnion incanae, Salicion albae), Păduri central-europene de pin scoțian cu licheni.
La baza desemnării sitului se află mai multe specii protejate:
- plante (4): Hamatocaulis vernicosus, moșișoare (Liparis loeselii), Luronium natans, ochii-șoricelului (Saxifraga hirculus)
- amfibieni (2): buhai de baltă cu burta roșie (Bombina bombina), triton cu creastă (Triturus cristatus)
- mamifere (3): castor (Castor fiber), vidră de râu (Lutra lutra), liliac de iaz (Myotis dasycneme)
- pești (2): zvârluga (Cobitis taenia), boarță (Rhodeus amarus)